# Cecidòmids
Els cecidòmids (Cecidomyiidae, de vegades escrit incorrectament Cecidomyidae) és una família de dípters nematòcers. La major part de les espècies presenten larves que s'alimenta dins dels teixits de les plantes provocant la formació d'agalles. Segons les darreres estimacions conté 761 gèneres i 6296 espècies. Algunes espècies són plagues de l'agricultura. Un gran nombre d'espècies de cedidòmids són, en canvi, enemics naturals d'altres plagues agrícoles, en alguns caos es consideren parasitoides i es fan servir en el control biològic.

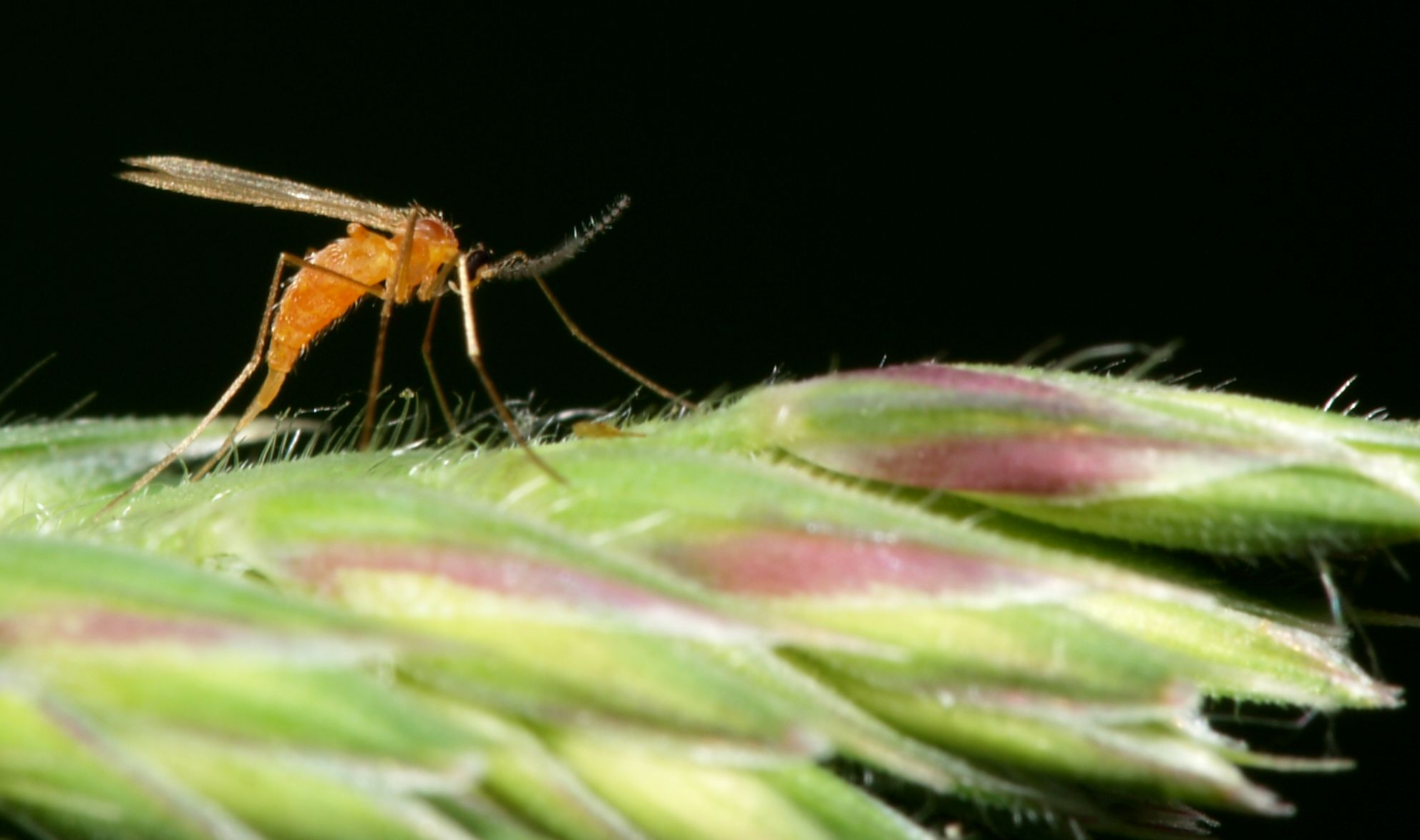
Un cecidòmid ponent ous a una espiga

Els cecidòmids són insectes molt fràgils que normalment només fan 2–3 mm de llargada; molts d'ells fan menys d'1 mm de llarg. Es caracteritzen per tenir les ales piloses i les antenes llargues.